# 牛奶锅
牛奶锅，一般为不锈钢或搪瓷材质，带盖或不带盖。通常直径为12cm-16cm，深度为10cm左右。确定一个小炖锅是否为牛奶锅一般看它是否有一个便于倒出牛奶的小口。